# Emmanuel Guiragossian
Emmanuel Paul Guiragossian (* 29. November 1954 in Beirut) ist ein armenisch-libanesischer Maler des Expressionismus.

## Leben
Emmanuel Guiragossian wurde 1954 in Beirut, Libanon als Sohn des Expressionisten und Hofmalers am jordanischen Königshaus Paul Guiragossian geboren. Wegen seiner besonderen Leistung erhielt er 1979 ein Stipendium an der Hochschule für Bildende Künste Dresden und studierte außerdem in Paris und Florenz. Während seines Studiums in Dresden knüpfte er enge Kontakte zu Professor Gerhard Kettner, Siegfried Klotz, Juan Leon, A. R. Penck und dem Jazzmusiker und Künstler Frank Wollny. Nach seiner Promotion 1979 arbeitete er in Düsseldorf, Paris, New York und Beirut. Nach dem Tod seines Vaters zog es den Künstler wieder zurück in seine Heimat Beirut, wo er eine Kunstschule und das erste Modern Art Museum im Nahen Osten gründete und als Kunstprofessor an der Kunsthochschule Beirut lehrte. 2006 kehrte er in seine Studienstadt Dresden zurück und eröffnete im November 2007 seine Galerie EMMAGOSS im Barockviertel Dresdens.

## Ausstellungen
- 1982 Gallery La Bell, Windsor
- 1983 Upstairs Gallery, Toronto
- 1985 Belian Gallery, Detroit
- 1987 Unesco-Gebäude, Paris
- 1988 Gorky Gallery, New York
- 1990 Galerie Haus Schönblick
- 1991 Kunstprojekt Hilden
- 1993 Kunsttage der Stadt Harzburg
- 2005 Farra Gallery, Beirut
- 2006 Seelsorgezentrum Universitätsklinikum Carl Gustav Carus, Dresden
- 2007 EMMAGOSS, Dresden
- 2008 Brand Contemporary Art, Groningen, Netherlands
- 2010 Amtsgericht und Landgericht Düsseldorf aus Anlass des Bezugs des neuen Gerichtsgebäudes